# 普鲁士科学院

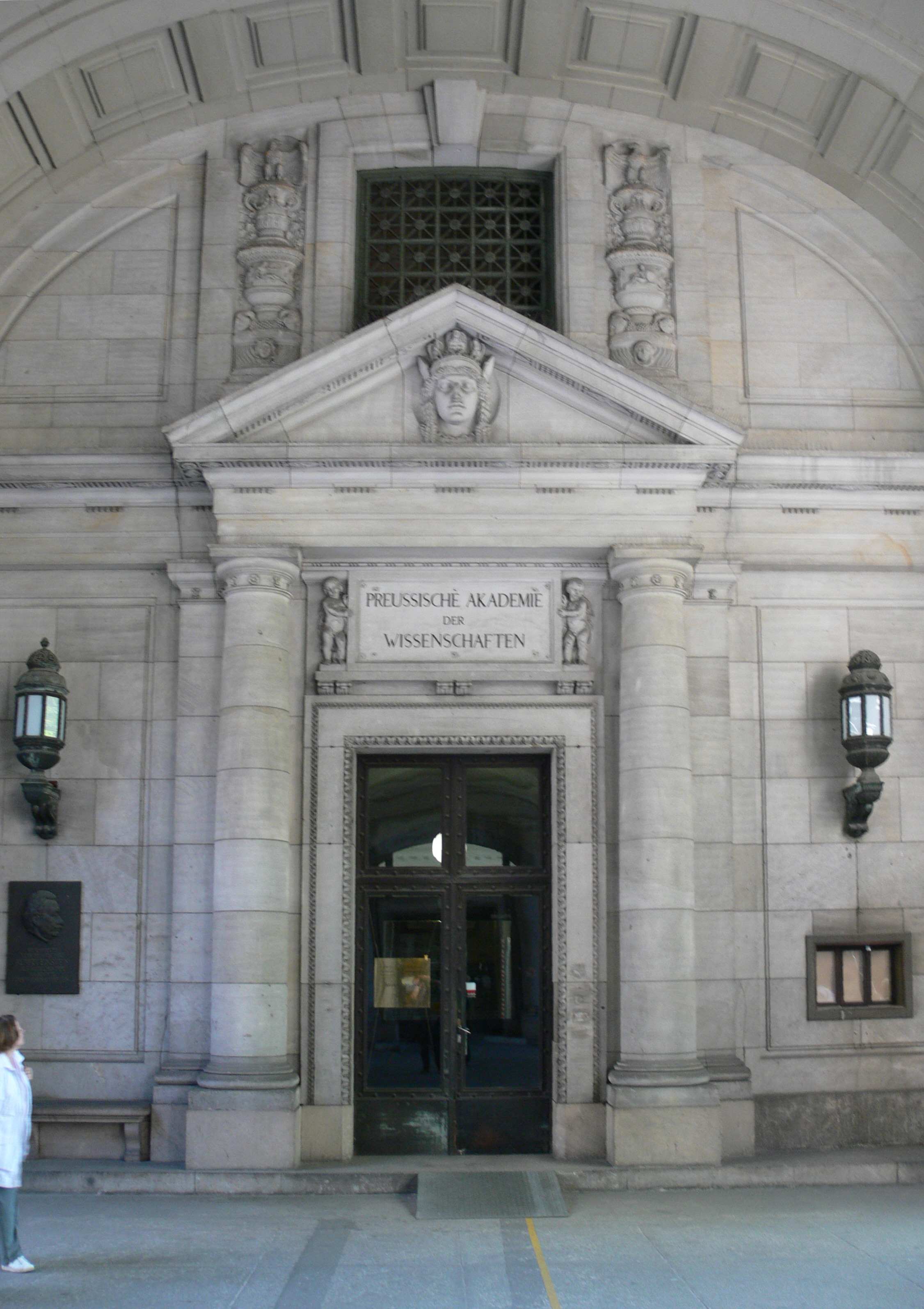
位於菩提樹下大街8號的前普魯士科學院的入口處，今為柏林國立圖書館。

普鲁士科学院（德語：Preußische Akademie der Wissenschaften）是一座于1700年7月11日建立在德国柏林的科学院。

## 建立
在被任命为主席的戈特弗里德·莱布尼茨的建议下，德国勃兰登堡选帝侯弗雷德里克三世以“勃兰登堡选帝侯国科学学会”（Kurfürstlich Brandenburgische Societätder Wissenschaften）的名义创立了该学院。与其他学院不同，普鲁士学院不是直接从国库中资助的。莱布尼兹的建议是，腓特烈授予其在勃兰登堡生产和销售日历的垄断权。腓特烈于1701年被加冕为“普鲁士国王”腓特烈一世，从而创建了普鲁士王国，因此该学院更名为“皇家普鲁士科学学会”。虽然其他学院都侧重于几个主题，但普鲁士学院却是第一所同时教授科学和人文学科的学院。 1710年制定了学院章程，将学院分为两门科学课程和两门人文课程。直到1830年，物理学，数学和哲学史课程取代了四个旧课程，这种情况才得以改变。

## 人物
- 爱因斯坦
- 奥托·哈恩
- 马克斯·普朗克
- 乌尔里希·冯·维拉莫维茨-默伦多夫
- 汉斯·冯·奥伊勒-切尔平